# Dolenje Grčevje
Dolenje Grčevje – wieś w Słowenii, w gminie miejskiej Novo mesto. W 2018 roku liczyła 21 mieszkańców. 